# Минготти, Реджина
Реджина Минготти (итал. Regina Mingotti, 16 февраля 1728 — 1 октября 1808) — итальянская и австрийская оперная певица, сопрано. Первая женщина-руководитель оперной труппой в Лондоне.

## Биография
Реджина Минготти родилась в 1722 г. в Неаполе, куда её отец, офицер австрийской армии, был отправлен по долгу службы, взяв с собой жену. После рождения дочери родители отправились в Грац. Там умер отец Реджины, и её дядя устроил её на воспитание в монастырь урсулинок. Девочка с детства проявляла интерес к музыке и уговорила настоятельницу монастыря обучить её пению. Здесь же Реджина научилась основам музыки, сольфеджио с принципами музыкальной гармонии.
Дядя готовил Реджину к пострижению в монашки, но умер, когда ей исполнилось 14 лет, и девушка вернулась к матери. К тому времени обладала красивым, поставленным голосом, и в 1743—1747 гг. пела в оперной труппой в Гамбурге. В 1747 г. Реджину выдали замуж за немолодого импресарио Дрезденской оперы Пьетро Минготти, и с его оперной труппой она приехала в Дрезден. Здесь на её вокальные данные обратил внимание композитор Никола Порпора. Он обучал её пению и предложил заключить контракт с дрезденским двором Августа III. Реджина согласилась и добилась успеха невзирая на ревность примадонны Фаустины Бордони. Она пела в опере Кристофа Глюка Le nozze d’Ercole e d’Ebe, опере Бальдассаре Галуппи L’Olimpiade. С мужем она довольно быстро разошлась.
Талант Реджины оценили, и она начала получать предложения предложения из разных европейских городов. Из Дрездена Реджина отправилась в Испанию и в 1751—1753 гг. пела в Мадриде, затем в Париже, выступала в Лондоне и итальянских городах, хотя своей родиной считала Дрезден. В Лондоне, рассорившись с руководителем оперного театра, взяла на себя управление труппой, продолжая выступления на сцене.
После многолетнего вояжа по городам Европы, в 1763 г. Реджина перестала петь и переехала в Мюнхен, а в 1787 г. в Нойбург, где жила с сыном Самуэлем. Хоть она и не получала пансиона, накопленных сбережений ей хватало на комфортную жизнь. Она хорошо играла на клавесине, свободно изъяснялась на немецком, французском и итальянском языках, была способна поддерживать разговор по-английски и по-испански и понимала латынь.
Реджина прожила долгую жизнь и умерла в Нойбурге в 1807 г.